# コンラッド・アンカー
コンラッド・アンカー（英語: Conrad Anker、1962年11月27日 - ）はアメリカ合衆国出身のロッククライマー、登山家、作家。ヒマラヤ山脈の高峰や南極大陸での登山で知られる。
ザ・ノース・フェイスのクライミングチームのリーダーである。1999年エヴェレストにて、英国の伝説的登山家ジョージ・マロリーの遺体を捜索するプロジェクトの一員として、その遺体を発見した。
モンタナ州ボーズマン在住
。

## 著名な登攀と遠征
- 1987年 - アメリカ合衆国アラスカ州アラスカ山脈キチャトナ山群グーニー峰南東壁。セス・'S.T.'・ショウ、ロバート・イングル、ジェームス・ガレットとともに初登。5月8日登頂[4]。
- 1989年 - アメリカ合衆国アラスカ州アラスカ山脈ハンター山北西壁。セス・'S.T.'・ショウとともに初登。7月3日登頂[5]。
- 1990年 - アメリカ合衆国ユタ州ザイオン国立公園ストレックド・ウォールRodeo Queen。マグス・スタンプとともに初登[6]。
- 1992年 - アメリカ合衆国アラスカ州キチャトナ山群ミドル・トリプル・ピーク 東バットレス。セス・'S.T.'・ショウとともに第二登[7]。
- 1992年 - アメリカ合衆国ユタ州ザイオン国立公園レッド・アーチ・マウンテン「Shunes Buttress」。デイブ・ジョーンズとともにフリー初登[8]。
- 1994年 - パタゴニアトーレ・エガー南東壁「Badlands」（YDS VI 5.10 A3 WI4+, 1000m）。ジェイ・スミス、スティーブ・ガーバーディングとともに12月12日初登[9]。
- 1997年 - 南極大陸エルスワース山脈Peak Loretan「The Northwest Face」（V 5.8, 2100m）。1月15日-16日単独登攀[10]。
- 1997年 - 南極大陸ドロンニング・モード・ランドRakekniven峰。アレックス・ロウ、ジョン・クラカワーとともに初登。ナショナルジオグラフィック1998年2月号の巻頭記事に特集された[11]。
- 1997年 - パキスタンカラコルム山脈ラトックII峰「Tsering Mosong」。アレックス・フーバー、トーマス・フーバー、トニー・ガッシュとともに初登[12]。
- 1997年 - アメリカ合衆国カリフォルニア州ヨセミテ国立公園エル・キャピタン「Continental Drift」。スティーブ・ガーバーディング、ケビン・ソーとともに初登[13]。
- 1999年 - ネパール・チベットエベレスト「マロリー・アーヴィン調査遠征」
- 1999年 - チベットシシャパンマアメリカン・スキー・エクスペディション。登攀パートナーアレックス・ロウとカメラマンデイビッド・ブリッジズが巻き込まれて死亡した巨大雪崩に遭遇するも、生き延びる。
- 2001年 - 南極大陸エルスワース山脈ヴィンソン・マシフ東壁。ジョン・クラカワーとともに初登。2003年2月、アメリカPBSの番組Novaに取り上げられた。
- 2005年 - ネパールクーンブ地方チョラチェ南西稜。5月12日、ケビン・ソー、ジョン・グリバー、クリス・エリクソン、アビー・ワトキンスとともに登頂[14]。
- 2007年 - レオ・ホールディング、ジミー・チン、ケビン・ソーが参加した遠征隊Altitude Everest Expedition 2007を指揮し、マロリーのエベレストでの最後の足跡を辿った。2度目のエベレスト登頂。
- 2011年 - メルー峰「シャークス・フィン」。ジミー・チン、レナン・オズタークとともに初登[15]。5月、マッキンリー山にて雪に埋もれた遺体を発見し通報。一時、植村直己ではないかと捜索が行われたが、発見には至らなかった[16]。
- 2012年 - ナショナルジオグラフィック、ザ・ノース・フェイス、モンタナ州立大学、マヨクリニックが参加した遠征隊「Everest Education Expedition」を指揮し、自身3度目のエベレスト登頂（今回は無酸素）。コリー・リチャーズ、サム・エリアス、クリス・エリクソン、エミリー・ハリントン、フィリップ・ヘンダーソン、マーク・ジェンキンス、デイビッド・ラージソンPh.D、ヒラリー・オニールが参加。Mayoチームのメンバーは、ブルース・ジョンソン、ランドン・バセット、デレク・キャンベル、アマイン・イサ。ベースキャンプでの支援隊のメンバーは、アンディー・バードン、トラビス・コーサウツ、アンジン・ヘンダーソン、マックス、ロウ[17]。

他にも、ヨセミテ国立公園、ザイオン国立公園、バフィン島、エルスワース山脈で著名な登攀を行っている。

## 著作
- Anker, Conrad (1988). “Gumbies on Gurney”. American Alpine Journal (NYC, NY, USA: American Alpine Club) 30 (62):  69–75. ISBN 0-930410-33-5.
- Anker, Conrad (1990). “Hunter's Northwest Face”. American Alpine Journal (American Alpine Club) 42 (64):  36–38. ISBN 0-930410-43-2.
- Anker, Conrad (1998). “With You in Spirit”. American Alpine Journal (American Alpine Club) 40 (72):  140–145. ISBN 0-930410-78-5.
- Anker, Conrad; David Roberts (2001) [1999]. The Lost Explorer: Finding Mallory on Mt. Everest. New York, NY, USA: Simon and Schuster / Touchstone. ISBN 0-684-87151-3

## 映画
- 「Shackleton's Antarctic Adventure」（2001年）
- 「Light of the Himalaya」（2006年）。マイケル・ブラウンによるドキュメンタリー映画。9度の受賞歴がある。デビッド・ディアンジェロプロデュース、Rush HDとザ・ノース・フェイスとの共同制作。
- 「The Endless Knot」（2007年）。マイケル・ブラウン監督、デビッド・ディアンジェロプロデュースによるラッシュHD、ザ・ノース・フェイス協力のHDTVドキュメンタリー映画。
- 「The Wildest Dream」（2010年）。IMAX。アンソニー・ゲフィン監督。アルティチュード・フィルムズ制作。米国にてナショナル・ジオグラフィック・エンターテイメント配給。
- 「MERU/メルー」（2015年）。シャークス・フィンルート登攀を追ったドキュメンタリー映画。